# Renque Purga
Renque Purga es una localidad caboverdiana del municipio de Santa Cruz.

## Geografía
La localidad está situada en la isla de Santiago.

## Organización territorial
La localidad abarca los lugares y barrios de:
- Achada Légua
- Bamdim
- Chã de Nispe
- Chã de Tossa
- Cruz de Borracha
- Cumba
- Cutelo
- Cutelo Miguel Sanches
- Guarda Vento
- Pedra Barro
- Planeta
- Ponta de Cumba
- Renque Acima
- Renque Baixo
- Renque Meio
- Salva Terra
- Vassoura